# Wushu tại Đại hội Thể thao Đông Nam Á 2013
Wushu tại Đại hội Thể thao Đông Nam Á năm 2013 diễn ra tại Nhà thi đấu trong nhà Wunna Theikdi, thành phố Naypyidaw, Myanmar, từ ngày 7 đến 10 tháng 12 năm 2013. Chương trình thi đấu bao gồm hai nội dung thi đấu chính: biểu diễn quyền (taolu) và đối kháng (sanshou, sanda) cho cả nam và nữ

## Bảng huy chương
| Hạng                | Đoàn                | Vàng | Bạc | Đồng | Tổng số |
| ------------------- | ------------------- | ---- | --- | ---- | ------- |
| 1                   | Myanmar             | 5    | 5   | 5    | 15      |
| 2                   | Việt Nam            | 5    | 3   | 4    | 12      |
| 3                   | Indonesia           | 4    | 3   | 6    | 13      |
| 4                   | Malaysia            | 3    | 5   | 6    | 14      |
| 5                   | Philippines         | 3    | 3   | 2    | 8       |
| 6                   | Singapore           | 1    | 2   | 2    | 5       |
| 7                   | Lào                 | 1    | 0   | 1    | 2       |
| 8                   | Brunei              | 1    | 0   | 0    | 1       |
| 9                   | Thái Lan            | 0    | 2   | 1    | 3       |
| 10                  | Campuchia           | 0    | 0   | 1    | 1       |
| Tổng số (10 đơn vị) | Tổng số (10 đơn vị) | 23   | 23  | 28   | 74      |

## Tóm tắt kết quả

### Biểu diễn nam
| Nội dung                       | Vàng                                            | Bạc                                                                                | Đồng                                                                          |
| ------------------------------ | ----------------------------------------------- | ---------------------------------------------------------------------------------- | ----------------------------------------------------------------------------- |
| Trường quyền                   | Aung Si Thu · Myanmar                           | Achmad Hulaefi · Indonesia                                                         | Trần Xuân Hiệp · Việt Nam                                                     |
| Đao thuật                      | Achmad Hulaefi · Indonesia                      | Nguyễn Mạnh Quyền · Việt Nam                                                       | Say Yoke Ng · Malaysia                                                        |
| Côn thuật                      | Achmad Hulaefi · Indonesia                      | Say Yoke Ng · Malaysia                                                             | Aung Si Thu · Myanmar                                                         |
| Nam quyền                      | Wai Phyo Aung · Myanmar                         | Mun Hua Ho · Malaysia                                                              | Soe Kyaw · Myanmar                                                            |
| Nam côn                        | Phạm Quốc Khánh · Việt Nam                      | Soe Kyaw · Myanmar                                                                 | Mun Hua Ho · Malaysia                                                         |
| Nam đao                        | Wai Phyo Aung · Myanmar                         | Mun Hua Ho · Malaysia                                                              | Phạm Quốc Khánh · Việt Nam                                                    |
| Thái cực quyền / Thái cực kiếm | Daniel Parantac · Philippines                   | Nyein Chan Ko Ko · Myanmar                                                         | Tze Yuan Lee · Singapore                                                      |
| Song luyện tay không           | Myanmar (MYA) · Htet Han Kyaw · Sein Thiha Aung | Malaysia (MAS) · Mun Hua Ho · Wong Weng Son · Yang Lee                             | Singapore (SIN) · Tze Yuan Lee · Yi Xiang Yong                                |
| Song luyện binh khí            | Myanmar (MYA) · Kyaw Zin Thit · Wai Phyo Aung   | Philippines (PHI) · Daniel Parantac · John Keithley Chan · Norlence Ardee Catolico | Thái Lan (THA) · Baramee Kulsawadmongkol · Pitaya Sae Yang · Sujinda Sae Yang |

### Đối kháng nam
| Hạng cân | Vàng                         | Bạc                            | Đồng                          |
| -------- | ---------------------------- | ------------------------------ | ----------------------------- |
| 48 kg    | Jessie Aligaga · Philippines | Dasmantua Simbolon · Indonesia | Thein Hteik Oo · Myanmar      |
| 48 kg    | Jessie Aligaga · Philippines | Dasmantua Simbolon · Indonesia | Tô Văn Báu · Việt Nam         |
| 52 kg    | Dembert Arcita · Philippines | Phithak Paokrathok · Thái Lan  | Rinda Luy · Campuchia         |
| 52 kg    | Dembert Arcita · Philippines | Phithak Paokrathok · Thái Lan  | Harba Sibuea · Indonesia      |
| 56 kg    | Khamla Sou Khaphone · Lào    | Tom Suepsangat · Thái Lan      | Francisco Solis · Philippines |
| 56 kg    | Khamla Sou Khaphone · Lào    | Tom Suepsangat · Thái Lan      | Hoàng Văn Cao · Việt Nam      |

### Biểu diễn nữ
| Nội dung                       | Vàng                                                     | Bạc                                                                  | Đồng                                                                  |
| ------------------------------ | -------------------------------------------------------- | -------------------------------------------------------------------- | --------------------------------------------------------------------- |
| Trường quyền                   | Hoàng Thị Phương Giang · Việt Nam                        | Yan Ni Tan · Singapore                                               | Thalia Lovita Sosrodjojo · Indonesia                                  |
| Kiếm thuật                     | Dương Thúy Vi · Việt Nam                                 | Sandy Oo · Myanmar                                                   | Eyin Phoon · Malaysia                                                 |
| Thương thuật                   | Eyin Phoon · Malaysia                                    | Dương Thúy Vi · Việt Nam                                             | Thalia Lovita Sosrodjojo · Indonesia                                  |
| Nam quyền                      | Diana Bong Siong Lin · Malaysia                          | Bùi Minh Phương · Việt Nam                                           | Cheau Xuen Tai · Malaysia                                             |
| Nam đao                        | Cheau Xuen Tai · Malaysia                                | Aint Mi Mi · Myanmar                                                 | Juwita Niza Wasni · Indonesia                                         |
| Nam côn                        | Juwita Niza Wasni · Indonesia                            | Ivana Ardelia Irmanto · Indonesia                                    | Diana Bong Siong Lin · Malaysia                                       |
| Thái cực quyền / Thái cực kiếm | Lindswell Kwok · Indonesia                               | Shin Yii Ng · Malaysia                                               | Wai Mar Tun Thein · Myanmar                                           |
| Song luyện tay không           | Brunei (BRU) · Faustina Woo Wai Sii · Lee Ying Shi       | Singapore (SIN) · Hui Xin Fung · Min Li Emily Sin · Wei Ting Zoe Mui | Philippines (PHI) · Kariza Kris Chan · Nastasha Enriquez              |
| Song luyện binh khí            | Singapore (SIN) · Ling En Valerie Wee · Yan Ning Vera Ta | Myanmar (MYA) · Aint Mi Mi · Sandy Oo                                | Indonesia (INA) · Natalie Chriselda Tanasa · Thalia Lovita Sosrodjojo |

### Đối kháng nữ
| Hạng cân | Vàng                        | Bạc                              | Đồng                            |
| -------- | --------------------------- | -------------------------------- | ------------------------------- |
| 48 kg    | Nguyễn Thị Chinh · Việt Nam | Divine Wally · Philippines       | Friska Ria Wibowo · Indonesia   |
| 48 kg    | Nguyễn Thị Chinh · Việt Nam | Divine Wally · Philippines       | Chi Leng Lim · Malaysia         |
| 52 kg    | Nguyễn Thu Hoài · Việt Nam  | Evita Elise Zamora · Philippines | Danusone Buddybuasisavath · Lào |
| 52 kg    | Nguyễn Thu Hoài · Việt Nam  | Evita Elise Zamora · Philippines | Su Hlaing Oo · Myanmar          |

## Kết quả chi tiết

### Biểu diễn nam

#### Song luyện (2 hoặc 3 vận động viên có binh khí)
7 tháng 12
| Hạng | Vận động viên                                                                      | Điểm |
| ---- | ---------------------------------------------------------------------------------- | ---- |
| 1    | Myanmar (MYA) · Kyaw Zin Thit · Wai Phyo Aung                                      | 9.64 |
| 2    | Philippines (PHI) · Daniel Parantac · John Keithley Chan · Norlence Ardee Catolico | 9.62 |
| 3    | Thái Lan (THA) · Baramee Kulsawadmongkol · Pitaya Sae Yang · Sujinda Sae Yang      | 9.60 |
| 4    | Singapore (SIN) · Jesse Colin Adalia · Yi Xiang Yong · Zhe Xuan Etienne Lee        | 9.59 |
| 5    | Indonesia (INA) · Charles Sutanto · Eric Losardi · Jodis                           | 9.58 |
| 6    | Brunei (BRU) · Md Sufi Shayiran Roslan · Mohammad Adi Sya'rani Roslan              | 9.55 |
| 7    | Lào (LAO) · Bountang Song · Khaisong Tongxuy · Syamphone Kongmane                  | 9.41 |

#### Song luyện (2 hoặc 3 vận động viên không có vũ khí)[3]
8 tháng 12
| Hạng | Vận động viên                                          | Điểm |
| ---- | ------------------------------------------------------ | ---- |
| 1    | Myanmar (MYA) · Htet Han Kyaw · Sein Thiha Aung        | 9.65 |
| 2    | Malaysia (MAS) · Mun Hua Ho · Weng Son Wong · Yang Lee | 9.48 |
| 3    | Singapore (SIN) · Tze Yuan Lee · Yi Xiang Yong         | 9.47 |
| 4    | Campuchia (CAM) · Rinda Luy · San An · Vannak Heng     | 9.39 |

#### Trường quyền
7 tháng 12
| Hạng    | Vận động viên                      | Điểm |
| ------- | ---------------------------------- | ---- |
| 1       | Aung Si Thu (MYA)                  | 9.70 |
| 2       | Achmad Hulaefi (INA)               | 9.69 |
| 3       | Trần Xuân Hiệp (VIE)               | 9.68 |
| 4       | Nguyễn Mạnh Quyền (VIE)            | 9.67 |
| 5       | Charles Sutanto (INA)              | 9.67 |
| 6       | Thu Ya Soe (MYA)                   | 9.66 |
| 7       | Wai Kin Yeap (MAS)                 | 9.65 |
| 8       | John Keithley Chan (PHI)           | 9.64 |
| 9       | Wong Weng Son (MAS)                | 9.64 |
| 10      | Jesse Colin Adalia (SIN)           | 9.63 |
| 11      | Yi Xiang Yong (SIN)                | 9.55 |
| 12      | Sujinda Sae Yang (THA)             | 8.90 |
| 13      | Mohammad Adi Sya'rani Roslan (BRU) | 8.85 |
| default | Norlence Ardee Catolico (PHI)      |      |

#### Nam quyền
8 tháng 12
| Hạng | Vận động viên                 | Điểm |
| ---- | ----------------------------- | ---- |
| 1    | Wai Phyo Aung (MYA)           | 9.70 |
| 2    | Mun Hua Ho (MAS)              | 9.68 |
| 3    | Soe Kyaw (MYA)                | 9.67 |
| 4    | Phạm Quốc Khánh (VIE)         | 9.66 |
| 5    | Pitaya Sae Yang (THA)         | 9.60 |
| 6    | Hengki Setiawan (INA)         | 9.56 |
| 7    | Baramee Kulsawadmongkol (THA) | 9.56 |
| 8    | Kevan Cheah Peng Heng (MAS)   | 9.54 |
| 9    | Johannes Bie (INA)            | 9.51 |
| 10   | Md Sufi Shayiran Roslan (BRU) | 9.51 |
| 11   | San An (CAM)                  | 7.10 |

#### Nangun
10 tháng 12
| Hạng | Vận động viên                 | Điểm |
| ---- | ----------------------------- | ---- |
| 1    | Phạm Quốc Khánh (VIE)         | 9.70 |
| 2    | Soe Kyaw (MYA)                | 9.69 |
| 3    | Mun Hua Ho (MAS)              | 9.67 |
| 4    | Eric Losardi (INA)            | 9.65 |
| 5    | Kevan Cheah Peng Heng (MAS)   | 9.64 |
| 6    | Md Sufi Shayiran Roslan (BRU) | 9.61 |
| 7    | Wai Phyo Aung (MYA)           | 9.37 |
| 8    | Hengki Setiawan (INA)         | 9.19 |

#### Nam đao
9 tháng 12
| Hạng | Vận động viên                 | Điểm |
| ---- | ----------------------------- | ---- |
| 1    | Wai Phyo Aung (MYA)           | 9.69 |
| 2    | Mun Hua Ho (MAS)              | 9.68 |
| 3    | Phạm Quốc Khánh (VIE)         | 9.67 |
| 4    | Eric Losardi (INA)            | 9.66 |
| 5    | Kevan Cheah Peng Heng (MAS)   | 9.63 |
| 6    | Baramee Kulsawadmongkol (THA) | 9.45 |
| 7    | Soe Kyaw (MYA)                | 9.44 |
| 8    | Johannes Bie (INA)            | 9.42 |
| 9    | Pitaya Sae Yang (THA)         | 9.25 |
| 10   | Md Sufi Shayiran Roslan (BRU) | 9.12 |
| 11   | San An (CAM)                  | 7.10 |

#### Thái cực quyền
- Thái cực quyền — 7 tháng 12
- Thái cực kiếm — 10 tháng 12

| Hạng | Vận động viên                    | Thái cực quyền | Thái cực kiếm | Tổng điểm |
| ---- | -------------------------------- | -------------- | ------------- | --------- |
| 1    | Daniel Parantac (PHI)            | 9.70           | 9.68          | 19.38     |
| 2    | Nyein Chan Ko Ko (MYA)           | 9.67           | 9.66          | 19.33     |
| 3    | Tze Yuan Lee (SIN)               | 9.65           | 9.65          | 19.30     |
| 4    | Fredy (INA)                      | 9.64           | 9.65          | 19.29     |
| 5    | Choon How Loh (MAS)              | 9.57           | 9.67          | 19.24     |
| 6    | Marthen Mardan Tangdilallo (INA) | 9.66           | 9.54          | 19.20     |
| 7    | Jack Chang Loh (MAS)             | 9.60           | 9.58          | 19.18     |
| 8    | Nguyễn Thanh Tùng (VIE)          | 9.54           | 9.64          | 19.18     |

#### Đao thuật
9 tháng 12
| Hạng    | Vận động viên                      | Điểm |
| ------- | ---------------------------------- | ---- |
| 1       | Achmad Hulaefi (INA)               | 9.70 |
| 2       | Nguyễn Mạnh Quyền (VIE)            | 9.68 |
| 3       | Say Yoke Ng (MAS)                  | 9.67 |
| 4       | Trần Xuân Hiệp (VIE)               | 9.66 |
| 5       | Jun Lim Khaw (MAS)                 | 9.64 |
| 6       | Yi Xiang Yong (SIN)                | 9.63 |
| 7       | Jesse Colin Adalia (SIN)           | 9.55 |
| 8       | Aldy Lukman (INA)                  | 9.38 |
| 9       | Aung Si Thu (MYA)                  | 9.26 |
| 10      | Sujinda Sae Yang (THA)             | 9.14 |
| 11      | Mohammad Adi Sya'rani Roslan (BRU) | 9.10 |
| default | Norlence Ardee Catolico (PHI)      |      |
| default | Kyaw Zin Thit (MYA)                |      |
| default | John Keithley Chan (PHI)           |      |

#### Côn thuật
8 tháng 12
| Hạng    | Vận động viên                      | Điểm |
| ------- | ---------------------------------- | ---- |
| 1       | Achmad Hulaefi (INA)               | 9.70 |
| 2       | Say Yoke Ng (MAS)                  | 9.68 |
| 3       | Aung Si Thu (MYA)                  | 9.67 |
| 4       | Aldy Lukman (INA)                  | 9.65 |
| 5       | Jun Lim Khaw (MAS)                 | 9.60 |
| 6       | Yi Xiang Yong (SIN)                | 9.41 |
| 7       | Kyaw Zin Thit (MYA)                | 9.35 |
| 8       | Trần Xuân Hiệp (VIE)               | 9.14 |
| 9       | Mohammad Adi Sya'rani Roslan (BRU) | 8.95 |
| 10      | Nguyễn Mạnh Quyền (VIE)            | 0.00 |
| default | Norlence Ardee Catolico (PHI)      |      |

### Đối kháng nam

#### 48 kg
|  | Tứ kết 07 tháng 12       | Tứ kết 07 tháng 12       | Tứ kết 07 tháng 12 |  |  | Bán kết 08 tháng 12      | Bán kết 08 tháng 12      | Bán kết 08 tháng 12  |                      |   | Chung kết 09 tháng 12    | Chung kết 09 tháng 12    | Chung kết 09 tháng 12 |  |
|  |                          |                          |                    |  |  |                          |                          |                      |                      |   |                          |                          |                       |  |
|  |                          |                          |                    |  |  | Thein Hteik Oo (MYA)     | Thein Hteik Oo (MYA)     | 1                    |                      |   |                          |                          |                       |  |
|  | Dasmantua Simbolon (INA) | Dasmantua Simbolon (INA) | 2                  |  |  | Dasmantua Simbolon (INA) | Dasmantua Simbolon (INA) | 2                    |                      |   |                          |                          |                       |  |
|  | Anan Singtong (THA)      | Anan Singtong (THA)      | 1                  |  |  |                          |                          |                      |                      |   | Dasmantua Simbolon (INA) | Dasmantua Simbolon (INA) | 0                     |  |
|  | Tô Văn Báu (VIE)         | Tô Văn Báu (VIE)         | 2                  |  |  |                          |                          | Jessie Aligaga (PHI) | Jessie Aligaga (PHI) | 2 |                          |                          |                       |  |
|  | Boon Xuan Mok (MAS)      | Boon Xuan Mok (MAS)      | 0                  |  |  | Tô Văn Bâu (VIE)         | Tô Văn Bâu (VIE)         | 1                    |                      |   |                          |                          |                       |  |
|  | Jessie Aligaga (PHI)     | Jessie Aligaga (PHI)     | 2                  |  |  | Jessie Aligaga (PHI)     | Jessie Aligaga (PHI)     | 2                    |                      |   |                          |                          |                       |  |
|  | Chansamone (LAO)         | Chansamone (LAO)         | 0                  |  |  |                          |                          |                      |                      |   |                          |                          |                       |  |

#### 52 kg
|  | Tứ kết 07 tháng 12       | Tứ kết 07 tháng 12       | Tứ kết 07 tháng 12 |  |  | Bán kết 08 tháng 12      | Bán kết 08 tháng 12      | Bán kết 08 tháng 12  |                      |   | Chung kết 09 tháng 12    | Chung kết 09 tháng 12    | Chung kết 09 tháng 12 |  |
|  |                          |                          |                    |  |  |                          |                          |                      |                      |   |                          |                          |                       |  |
|  |                          |                          |                    |  |  | Rinda Luy (CAM)          |                          |                      |                      |   |                          |                          |                       |  |
|  | Phithak Paokrathok (THA) | Phithak Paokrathok (THA) | 2                  |  |  | Phithak Paokrathok (THA) | Phithak Paokrathok (THA) | TV                   |                      |   |                          |                          |                       |  |
|  | Phan Anh Thắng (VIE)     | Phan Anh Thắng (VIE)     | 0                  |  |  |                          |                          |                      |                      |   | Phithak Paokrathok (THA) | Phithak Paokrathok (THA) | 0                     |  |
|  | Harba Sibuea (INA)       | Harba Sibuea (INA)       | 2                  |  |  |                          |                          | Dembert Arcita (PHI) | Dembert Arcita (PHI) | 2 |                          |                          |                       |  |
|  | Tun Tun Win (MYA)        | Tun Tun Win (MYA)        | 1                  |  |  | Harba Sibuea (INA)       | Harba Sibuea (INA)       | 0                    |                      |   |                          |                          |                       |  |
|  | Dembert Arcita (PHI)     | Dembert Arcita (PHI)     | TV                 |  |  | Dembert Arcita (PHI)     | Dembert Arcita (PHI)     | 2                    |                      |   |                          |                          |                       |  |
|  | Khanlaya Valasith (LAO)  |                          |                    |  |  |                          |                          |                      |                      |   |                          |                          |                       |  |

#### 56 kg
|  | Tứ kết 07 tháng 12              | Tứ kết 07 tháng 12              | Tứ kết 07 tháng 12 |  |  | Bán kết 08 tháng 12       | Bán kết 08 tháng 12       | Bán kết 08 tháng 12  |                      |   | Chung kết 09 tháng 12     | Chung kết 09 tháng 12     | Chung kết 09 tháng 12 |  |
|  |                                 |                                 |                    |  |  |                           |                           |                      |                      |   |                           |                           |                       |  |
|  | Khamla Sou Khaphone (LAO)       | Khamla Sou Khaphone (LAO)       | TV                 |  |  |                           |                           |                      |                      |   |                           |                           |                       |  |
|  | Vannak Heng (CAM)               | Vannak Heng (CAM)               |                    |  |  | Khamla Sou Khaphone (LAO) | Khamla Sou Khaphone (LAO) | 2                    |                      |   |                           |                           |                       |  |
|  | Francisco Solis (PHI)           | Francisco Solis (PHI)           | 2                  |  |  | Francisco Solis (PHI)     | Francisco Solis (PHI)     | 0                    |                      |   |                           |                           |                       |  |
|  | Rolando Pardomuan Siahaan (INA) | Rolando Pardomuan Siahaan (INA) | 0                  |  |  |                           |                           |                      |                      |   | Khamla Sou Khaphone (LAO) | Khamla Sou Khaphone (LAO) | 2                     |  |
|  | Tom Suepsangat (THA)            | Tom Suepsangat (THA)            | TV                 |  |  |                           |                           | Tom Suepsangat (THA) | Tom Suepsangat (THA) | 0 |                           |                           |                       |  |
|  | Lui Meng Chong (MAS)            | Lui Meng Chong (MAS)            |                    |  |  | Tom Suepsangat (THA)      | Tom Suepsangat (THA)      | 2                    |                      |   |                           |                           |                       |  |
|  | Hoàng Văn Cao (VIE)             | Hoàng Văn Cao (VIE)             | 2                  |  |  | Hoàng Văn Cao (VIE)       | Hoàng Văn Cao (VIE)       | 0                    |                      |   |                           |                           |                       |  |
|  | Yar Su Maung (MYA)              | Yar Su Maung (MYA)              | 0                  |  |  |                           |                           |                      |                      |   |                           |                           |                       |  |

### Biểu diễn nữ

#### Song luyện (2 hoặc 3 vận động viên tay không)
9 tháng 12
| Hạng    | Vận động viên                                                        | Điểm |
| ------- | -------------------------------------------------------------------- | ---- |
| 1       | Brunei (BRU) · Faustina Woo Wai Sii · Yingshi Lee                    | 9.67 |
| 2       | Singapore (SIN) · Hui Xin Fung · Min Li Emily Sin · Wei Ting Zoe Mui | 9.66 |
| 3       | Philippines (PHI) · Kariza Kris Chan · Nastasha Enriquez             | 9.65 |
| 4       | Myanmar (MYA) · Aye Thit Sar Myint · Myat Thet Hsu Wai Phyo          | 9.55 |
| 5       | Việt Nam (VIE) · Hoàng Thị Phương Giang · Dương Thúy Vi              | 9.54 |
| 6       | Lào (LAO) · Khamtavane Vorlabout · Poukky · Xunny Photihilath        | 9.42 |
| Default | Malaysia (MAS) · Diana Bong Siong Lin · Cheau Xuen Tai               |      |

#### Song luyện (2 hoặc 3 vận động viên có binh khí)
10 tháng 12
| Hạng | Vận động viên                                                         | Điểm |
| ---- | --------------------------------------------------------------------- | ---- |
| 1    | Singapore (SIN) · Ling En Valerie Wee · Yan Ning Vera Tan             | 9.63 |
| 2    | Myanmar (MYA) · Aint Mi Mi · Sandy Oo                                 | 9.53 |
| 3    | Indonesia (INA) · Thalia Lovita Sosrodjojo · Natalie Chriselda Tanasa | 9.50 |

#### Trường quyền
8 tháng 12
| Hạng    | Vận động viên                  | Điểm |
| ------- | ------------------------------ | ---- |
| 1       | Hoàng Thị Phương Giang (VIE)   | 9.68 |
| 2       | Yan Ni Tan (SIN)               | 9.60 |
| 3       | Thalia Lovita Sosrodjojo (INA) | 9.59 |
| 4       | Wei Ting Zoe Mui (SIN)         | 9.52 |
| 5       | Dương Thúy Vi (VIE)            | 9.49 |
| 6       | Yingshi Lee (BRU)              | 9.47 |
| 7       | Eyin Phoon (MAS)               | 9.21 |
| 8       | Myat Thet Hsu Wai Phyo (MYA)   | 9.11 |
| 9       | Sandy Oo (MYA)                 | 8.96 |
| default | Natalie Chriselda Tanasa (INA) |      |

#### Nam quyền
7 tháng 12
| Hạng    | Vận động viên                 | Điểm |
| ------- | ----------------------------- | ---- |
| 1       | Diana Bong Siong Lin (MAS)    | 9.70 |
| 2       | Bùi Minh Phương (VIE)         | 9.68 |
| 3       | Cheau Xuen Tai (MAS)          | 9.67 |
| 4       | Juwita Niza Wasni Wasni (INA) | 9.65 |
| 5       | Aint Mi Mi (MYA)              | 9.39 |
| 6       | Ivana Ardelia Irmanto (INA)   | 9.38 |
| 7       | Aye Thit Sar Myint (MYA)      | 9.08 |
| 8       | Min Li Emily Sin (SIN)        | 9.06 |
| Default | Faustina Woo Wai Sii (BRU)    |      |

#### Nam đao
8 tháng 12
| Hạng    | Vận động viên               | Điểm |
| ------- | --------------------------- | ---- |
| 1       | Cheau Xuen Tai (MAS)        | 9.69 |
| 2       | Aint Mi Mi (MYA)            | 9.67 |
| 3       | Juwita Niza Wasni (INA)     | 9.65 |
| 4       | Ivana Ardelia Irmanto (INA) | 9.63 |
| 5       | Aye Thit Sar Myint (MYA)    | 9.45 |
| 6       | Bui Minh Phuong (VIE)       | 9.42 |
| 7       | Diana Bong Siong Lin (MAS)  | 9.23 |
| 8       | Min Li Emily Sin (SIN)      | 9.19 |
| default | Faustina Woo Wai Sii (BRU)  |      |

#### Nam côn
9 tháng 12
| Hạng    | Vận động viên               | Điểm |
| ------- | --------------------------- | ---- |
| 1       | Juwita Niza Wasni (INA)     | 9.64 |
| 2       | Ivana Ardelia Irmanto (INA) | 9.61 |
| 3       | Diana Bong Siong Lin (MAS)  | 9.49 |
| 4       | Aye Thit Sar Myint (MYA)    | 9.45 |
| 5       | Cheau Xuen Tai (MAS)        | 9.44 |
| 6       | Bùi Minh Phương (VIE)       | 9.40 |
| 7       | Min Li Emily Sin (SIN)      | 9.40 |
| 8       | Aint Mi Mi (MYA)            | 9.19 |
| default | Faustina Woo Wai Sii (BRU)  |      |

#### Thái cực quyền
- Thái cực quyền — 7 tháng 12
- Thái cực kiếm — 8 tháng 12

| Hạng | Vân động viên             | Thái cực quyền | Thái cực kiếm | Tổng điểm |
| ---- | ------------------------- | -------------- | ------------- | --------- |
| 1    | Lindswell Kwok (INA)      | 9.71           | 9.71          | 19.42     |
| 2    | Shin Yii Ng (MAS)         | 9.59           | 9.69          | 19.28     |
| 3    | Wai Mar Tun Thein (MYA)   | 9.68           | 9.58          | 19.26     |
| 4    | Trần Thị Minh Huyền (VIE) | 9.46           | 9.66          | 19.12     |
| 5    | Ling En Valerie Wee (SIN) | 9.63           | 9.49          | 19.12     |
| 6    | Yan Ning Vera Tan (SIN)   | 9.24           | 9.62          | 18.86     |
| 7    | Lu Yi Chan (MAS)          | 9.66           | 9.17          | 18.83     |
| 8    | Guat Lian Ang (BRU)       | 9.01           | 8.59          | 17.60     |
| 9    | Chansoriya Mao (CAM)      | 6.90           | default       | 6.90      |

#### Kiếm thuật
7 tháng 12
| Hạng    | Vận động viên                  | Điểm |
| ------- | ------------------------------ | ---- |
| 1       | Dương Thúy Vi (VIE)            | 9.70 |
| 2       | Sandy Oo (MYA)                 | 9.69 |
| 3       | Eyin Phoon (MAS)               | 9.46 |
| 4       | Hui Xin Fung (SIN)             | 9.31 |
| 5       | Thalia Lovita Sosrodjojo (INA) | 9.27 |
| 6       | Myat Thet Hsu Wai Phyo (MYA)   | 9.20 |
| default | Natalie Chriselda Tanasa (INA) |      |
| default | Yingshi Lee (BRU)              |      |
| default | Wei Ting Zoe Mui (SIN)         |      |

#### Thương thuật
9 tháng 12
| Hạng    | Vận động viên                  | Điểm |
| ------- | ------------------------------ | ---- |
| 1       | Eyin Phoon (MAS)               | 9.67 |
| 2       | Dương Thúy Vi (VIE)            | 9.59 |
| 3       | Thalia Lovita Sosrodjojo (INA) | 9.40 |
| 4       | Sandy Oo (MYA)                 | 9.39 |
| 5       | Myat Thet Hsu Wai Phyo (MYA)   | 8.98 |
| default | Natalie Chriselda Tanasa (INA) |      |
| default | Yingshi Lee (BRU)              |      |
| default | Hui Xin Fung (SIN)             |      |
| default | Wei Ting Zoe Mui (SIN)         |      |

### Đối kháng nữ

#### 48 kg
|  | Tứ kết 07 tháng 12      | Tứ kết 07 tháng 12      | Tứ kết 07 tháng 12 |  |  | Bán kết 08 tháng 12     | Bán kết 08 tháng 12     | Bán kết 08 tháng 12    |                        |   | Chung kết 09 tháng 12 | Chung kết 09 tháng 12 | Chung kết 09 tháng 12 |  |
|  |                         |                         |                    |  |  |                         |                         |                        |                        |   |                       |                       |                       |  |
|  | Chi Leng Lim (MAS)      | Chi Leng Lim (MAS)      | 2                  |  |  |                         |                         |                        |                        |   |                       |                       |                       |  |
|  | Chansoriya Mao (CAM)    | Chansoriya Mao (CAM)    | 0                  |  |  | Chi Leng Lim (MAS)      | Chi Leng Lim (MAS)      | 0                      |                        |   |                       |                       |                       |  |
|  | Divine Wally (PHI)      | Divine Wally (PHI)      | 2                  |  |  | Divine Wally (PHI)      | Divine Wally (PHI)      | 2                      |                        |   |                       |                       |                       |  |
|  | Suphisara Konlak (THA)  | Suphisara Konlak (THA)  | 1                  |  |  |                         |                         |                        |                        |   | Divine Wally (PHI)    | Divine Wally (PHI)    | 0                     |  |
|  | Friska Ria Wibowo (INA) | Friska Ria Wibowo (INA) | TV                 |  |  |                         |                         | Nguyễn Thị Chinh (VIE) | Nguyễn Thị Chinh (VIE) | 2 |                       |                       |                       |  |
|  | War So Khaing (MYA)     | War So Khaing (MYA)     |                    |  |  | Friska Ria Wibowo (INA) | Friska Ria Wibowo (INA) | 0                      |                        |   |                       |                       |                       |  |
|  | Nguyễn Thị Chinh (VIE)  | Nguyễn Thị Chinh (VIE)  | 2                  |  |  | Nguyễn Thị Chinh (VIE)  | Nguyễn Thị Chinh (VIE)  | 2                      |                        |   |                       |                       |                       |  |
|  | Souay Chansy (LAO)      | Souay Chansy (LAO)      | 0                  |  |  |                         |                         |                        |                        |   |                       |                       |                       |  |

#### 52 kg
|  | Tứ kết 07 tháng 12    | Tứ kết 07 tháng 12    | Tứ kết 07 tháng 12 |  |  | Bán kết 08 tháng 12             | Bán kết 08 tháng 12             | Bán kết 08 tháng 12      |                          |   | Chung kết 09 tháng 12 | Chung kết 09 tháng 12 | Chung kết 09 tháng 12 |  |
|  |                       |                       |                    |  |  |                                 |                                 |                          |                          |   |                       |                       |                       |  |
|  |                       |                       |                    |  |  | Su Hlaing Oo (MYA)              | Su Hlaing Oo (MYA)              | 0                        |                          |   |                       |                       |                       |  |
|  | Nguyễn Thu Hoài (VIE) | Nguyễn Thu Hoài (VIE) | 2                  |  |  | Nguyễn Thu Hoài (VIE)           | Nguyễn Thu Hoài (VIE)           | 2                        |                          |   |                       |                       |                       |  |
|  | Selviah Pertiwi (INA) | Selviah Pertiwi (INA) | 0                  |  |  |                                 |                                 |                          |                          |   | Nguyễn Thu Hoài (VIE) | Nguyễn Thu Hoài (VIE) | 2                     |  |
|  |                       |                       |                    |  |  |                                 |                                 | Evita Elise Zamora (PHI) | Evita Elise Zamora (PHI) | 0 |                       |                       |                       |  |
|  |                       |                       |                    |  |  | Evita Elise Zamora (PHI)        | Evita Elise Zamora (PHI)        | 2                        |                          |   |                       |                       |                       |  |
|  |                       |                       |                    |  |  | Danusone Buddybuasisavath (LAO) | Danusone Buddybuasisavath (LAO) | 0                        |                          |   |                       |                       |                       |  |